# Tour de la Méditerranée
Ne doit pas être confondu avec Tour méditerranéen cycliste professionnel.
Le Tour de la Méditerranée automobile (ou Tour de Méditerranée) est une ancienne compétition automobile de rallye-long on road mi-terre (sur pistes) mi-asphalte sans assistance, organisée à deux reprises par Jacques Régis (ancien Président de la FFSA de 1997 à 2007), Olivier Quesnel et Laporte, sous l'égide de l'ASA de Nîmes avec le soutien financier de la marque Gitanes et deux véhicules 504 d'organisation par course.

## Parcours
Le départ avait lieu de Paris à la première édition et de Nîmes à la seconde, direction l'Italie, puis l'ex-Yougoslavie, la Bulgarie, la Turquie et la Grèce; par l'intermédiaire de transferts avec deux bateaux (à six reprises, en passant par la Sicile), le trajet se poursuivait avec une traversée des trois états du Maghreb (Tunisie, Algérie et Maroc), avant une remontée par l'Espagne pour se terminer à Marseille sur le Vieux-Port, soit un total de 11 pays traversés, le soutien des différents Automobile Clubs et des Fédérations automobiles des états concernés étant gage de réussite (notamment en 1978 avec l'accueil chaleureux des organisateurs du  Rallye des Sables d'Or - « Zlatni Piassatzi » - à Albena). 
Le parcours long de 15 000 kilomètres avec 15 épreuves spéciales fut accompli en 15 jours du 2 au 17 décembre 1978 lors de la première édition, des équipes australienne, anglaise et turque étant même partantes. Les futurs vainqueurs bulgares et l'équipage turc accomplirent inutilement 1 500 kilomètres dans l'ouest et le sud de la Turquie, l'étape la plus orientale ayant été entretemps annulée. Le trajet fut en partie également disputé par le raid SRT quelques heures à quelques jours auparavant (départ aussi de Paris, le 1er décembre), et long quant à lui de près de 8 000 kilomètres.
Désormais crédité de plus de 10 000 kilomètres dont 3000 par épreuves de classement, il fut accompli en 13 jours du 30 août au 11 septembre 1979 lors de la seconde. Des 17 équipages au départ, 7 seulement arrivèrent à bon port, dont 3 hors délais.
Erreurs de navigation et road books parfois approximatifs, routes impraticables ou même effondrées, violents orages et rebroussements de chemins, furent fréquents (surtout en Afrique du Nord); les épreuves spéciales espagnoles furent annulées en 1979 pour cause de retard sur le programme initial.

## Palmarès

### 1reédition (1978)
La première organisation fut remportée par le bulgare Ilia « Tchou »" Tchoubrikov et son compatriote Kaltcho Hinov pour copilote, sur Lada 1300,, devant le français Jacques Landeau sur Opel Kadett GT/E accompagné par l'italien Plastina, un autre français Bernard Dulcy avec son copilote Bagarry terminant troisième et premier du Groupe 3 sur Porsche 911 Carrera RS. Du fait du déroulement hivernal en Europe balkanique se succédèrent initialement des pluies sur la France, un brouillard dense en Italie, puis de violentes tempêtes de neige avec congères qui décimèrent les équipages (11 abandons alors -tonneaux, jantes cassées, bris de moteurs...-, pour 18 partants, un système de pénalisation forfaitaire étant la règle pour les véhicules restant en état de poursuivre) entre la Yougoslavie et la Bulgarie, et enfin du verglas en Turquie après être passé par les Dardanelles et avoir poussé -pour certains équipages seulement, non prévenus du raccourcissement de l'épreuve- à l'extrême est du trajet prévu jusqu'à Silifke, dans la province de Mersin. Ceux arrivés hors délais eurent désormais de fait le droit de continuer l'épreuve.

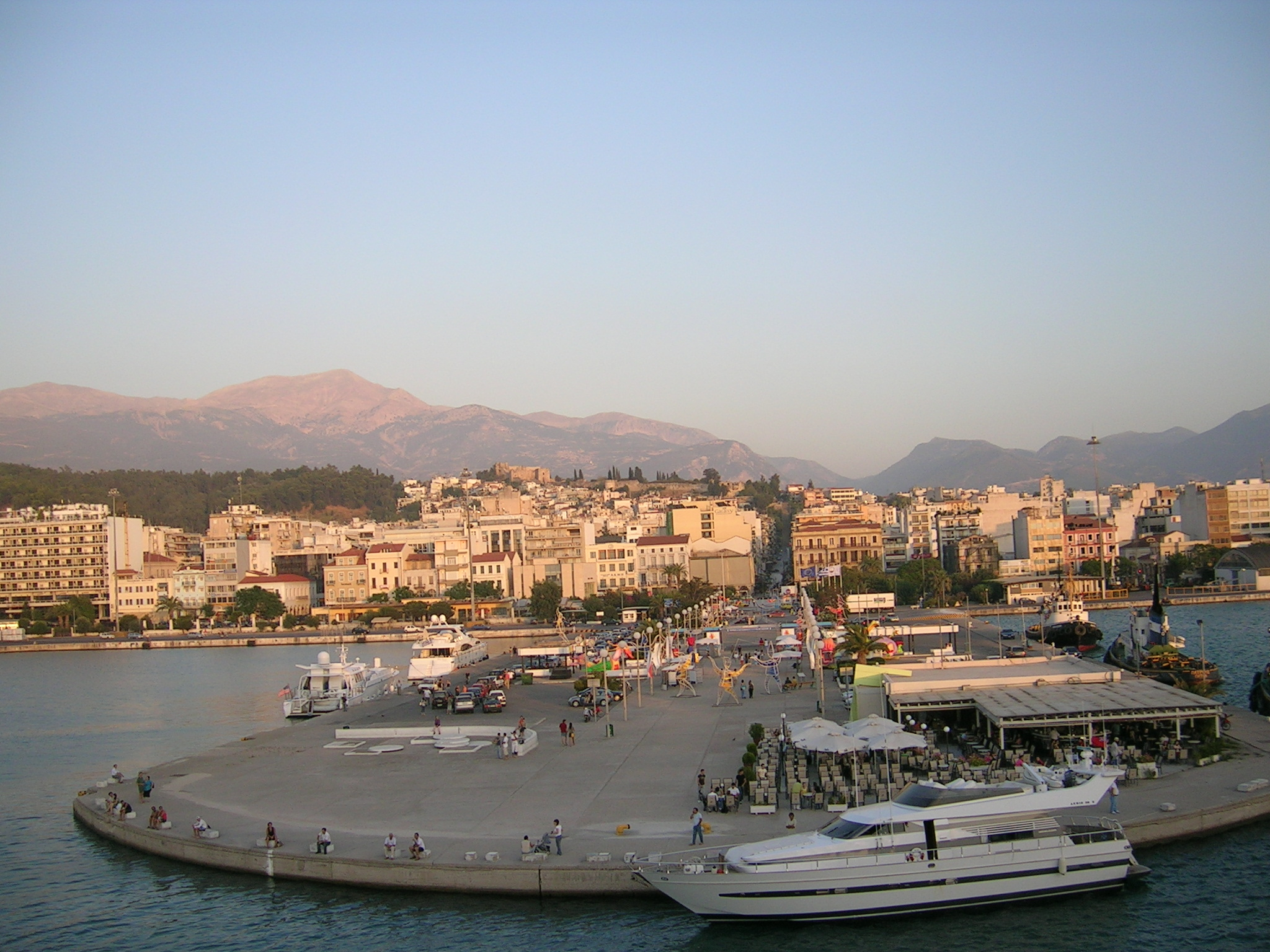
Le port de Patras (Grèce).

 Après une traversée du détroit du Bosphore et de la Grèce d'est en ouest (avec une épreuve spéciale du rallye de l'Acropole au programme, celle de Shinos), les rescapés embarquèrent une première fois pour une traversée maritime conséquente à Patras pour aller sillonner tout l'extrême sud de l'Italie depuis Brindisi, et emprunter ensuite les routes de la Targa Florio en Sicile, le trajet en Afrique du Nord se déroulant entre Tunis et Tanger le plus souvent à proximité du littoral.
En 15 jours, les 7 équipages ayant accompli l'intégralité du parcours (sur 11 rescapés à Marseille, avec 4 dans les délais impartis) ne passèrent en moyenne que 16 heures au total dans de vrais lits, devant accomplir en moyenne mille kilomètres de routes par 24 heures.

### 2eédition (1979)
La seconde, sous des conditions climatiques plus clémentes, eut pour vainqueur l'équipage Guy Fréquelin / Gabriel Bibi Briet (garagiste à Hûmes, et ancien mécanicien de son pilote) sur Renault 5 Alpine Sinpar Gitanes du Groupe 2 (préparée par le concessionnaire nîmois Ratier), en tête dès les épreuves bulgares, avec plus d'une heure d'avance dès son arrivée en terre marocaine sur I.Tchoubrikov/ K.Hinov, embarqués cette fois à bord d'une Lada 1600 et seconds depuis Patras en Grèce malgré la casse d'un arbre de roue. Alain salles et son épouse terminèrent troisièmes sur Renault 17 Gordini ex-usine également du Groupe 2, les quatrièmes et derniers dans les délais impartis étant les Duviols sur Opel Ascona Gr.2, à plus de huit heures.

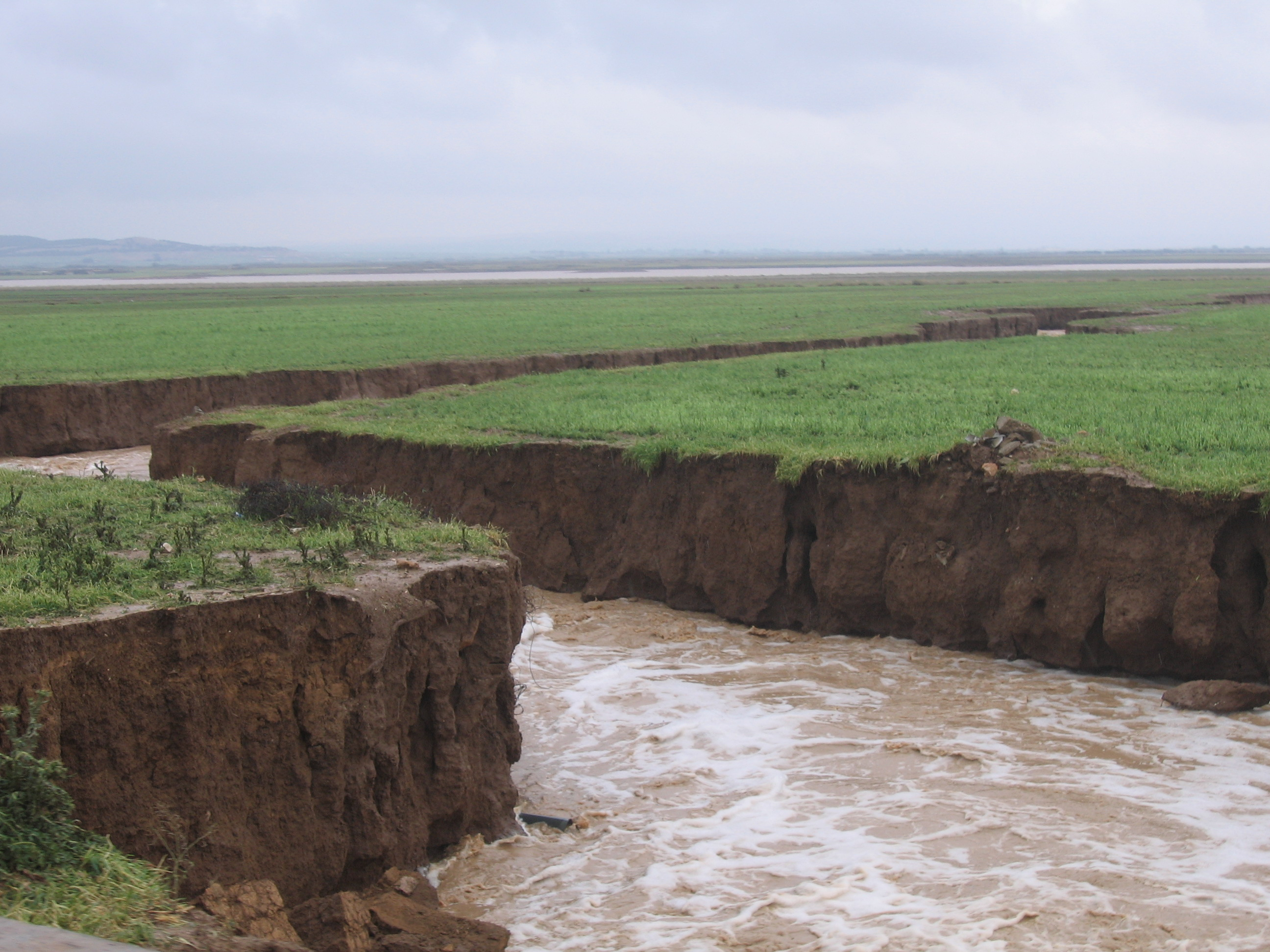
Oued algérois en crue.

(Il est à noter que Michel Renardat et son épouse Brigitte sur Peugeot 504 V6 Coupé du Groupe 4 remportèrent la même année le 1er Tour du Maghreb de l'ASA Tour de la Méditerranée, organisé parallèlement du 7 au 9 septembre également par J.Régis, en Tunisie, Algérie et Maroc sur le même parcours alors long de près de 3 000 kilomètres, entre Tunis et Fez; les deux épreuves se croisèrent d'ailleurs peu après Guercif). Y participèrent encore 15 équipes du Symca Rallye Team (le SRT), avec des Simca Rallye II. Là aussi un oued en crue fut de la partie.)

### 3eédition (1981)
Prévue en alternance désormais avec le rallye du Maghreb, la course fut finalement annulée alors que l'ambition était de faire un tour complet de la Méditerranée, en passant aussi par le Liban, l'Égypte et le Soudan.

## Anecdotes
- L'équipage anglais (dont un dénommé Turtle) de la première édition fut surnommé The Flying Turtles (un clin d'œil aux Finlandais volants), du fait de sa propension à quitter bien trop facilement la route (quoique quatrième malgré tout dans la cîté phocéenne).
- En Yougoslavie, les participants eurent droit (le 1er septembre de 1979) à la visite détaillée des installations olympiques des Jeux méditerranéens de Split par les autorités, ceux-ci débutant à peine 15 jours plus tard (un concurrent s'étant cependant fait interdire d'entrée à la frontière pour avoir voulu conserver son radio-émetteur);
- Les équipages se virent refuser des approvisionnements d'essence par les pompistes turcs, Fréquelin et Briet étant même mis en joue par les mitraillettes de militaires locaux;
- En Grèce ceux-ci durent faire descendre en catastrophe de leur voiture un autochtone qui se proposait de les guider, trop effrayé par les excès de conduite du pilote;
- En Sicile une voiture termina définitivement sa course dans un âne.
- En Algérie une autre fut la proie des flammes, mais sa quasi-épave parvint cependant à terminer le rallye.
- Les autorités algéroises facilitèrent quant à elles les conditions de course, en escortant les voitures sur les files de gauche autoroutières. Il arriva cependant au Maroc que des concurrents aient à monter ou à descendre par erreurs de véritables escaliers[8].
- Un veilleur de nuit endormi à Tanger faillit empêcher la traversée du détroit de Gibraltar vers Algésiras, et en Espagne les seconds et troisièmes de la première course écopèrent de 4 heures de pénalités chacun pour avoir trop tardé à finir leur festive paella commune dans un restaurant d'Alméria;
- Le rallye espagnol de la Costa Brava s'appelle officiellement: Rallye del Mediterráneo-Trofeo Costa Blanca.